# Израиль на летних Олимпийских играх 1976
Израиль принимал участие в Летних Олимпийских играх 1976 года в Монреале (Канада) в седьмой раз за свою историю, но не завоевал ни одной медали. Сборная страны состояла из 26 спортсменов (24 мужчины, 2 женщины), которые приняли участие в соревнованиях по лёгкой атлетике, тяжёлой атлетике, фехтованию, футболу, спортивной гимнастике, дзюдо, парусному спорту, стрельбе, плаванию и борьбе.